# Kostel Saint-Pierre-aux-Bœufs
Kostel Saint-Pierre-aux-Bœufs (doslovně svatého Petra u volů) byl kostel na ostrově Cité v Paříži zbořený v roce 1837.

## Lokace
Kostel se nacházel na ostrově Cité nedaleko katedrály Notre-Dame v prostoru dnešní ulice Rue d'Arcole.

## Název
Neobvyklý název pochází od dobytčího trhu, který se konal nedaleko kostela. Podle pověsti jednoho rána vyšlo z kostela eucharistické procesí a všichni kolemjdoucí před ním poklekli. Dva volci, kteří byli právě vedeni na porážku, před procesím poklekli rovněž. Následkem toho byly na fasádu kostela umístěny sochy dvou volských hlav.

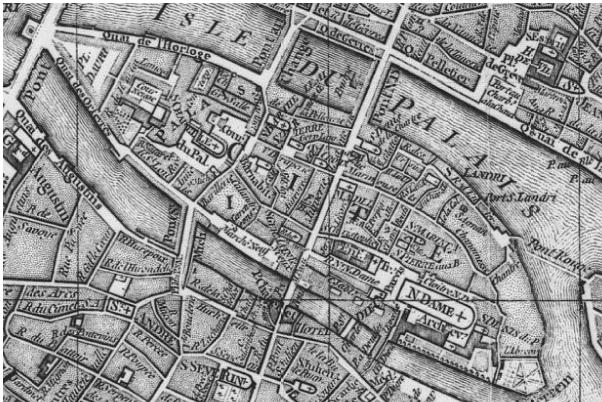
Kostel se na plánu z roku 1711 nachází severně od náměstí před Notre-Dame

## Historie
Založení kostela Saint-Pierre-aux-Bœufs proběhlo ve středověku. V roce 1292 podle popisu farností zahrnoval kostelní obvod ulice Rue Saint-Pierre-aux-Bœufs, Rue des Deux-Hermites, Rue Cocatrix, Rue de Perpignan a Rue des Trois-Canettes. Všechny tyto ulice zmizely v roce 1867 při výstavbě současné nemocnice Hôtel-Dieu.
Během starého režimu byl kostel Saint-Pierre-aux-Bœufs jednou z mála farností, kde se tajně oddávali novomanželé, kteří nezískali svolení svých rodičů.
V kostele měl svatbu např. 28. října 1648 Louis de Buade de Frontenac (1622–1698) pozdější generální guvernér Nové Francie a jeho manželka Anne de la Grange-Trianon (1632–1707). Oženil se zde 6. listopadu 1743 také filozof Denis Diderot (1713–1784) a Anne-Toinette Champion.
V kryptě kostela byl 17. listopadu 1780 pohřben básník Nicolas Gilbert (1750–1780).
Kostel Saint-Pierre-aux-Bœufs byl zrušen za Velké francouzské revoluce v roce 1790. Stal se národním majetkem a 8. fructidoru roku IV (25. srpna 1796) byl prodán. Kostel byl zbořen v roce 1837 kvůli stavbě ulice Rue d'Arcole.

## Pozůstatky
Při demolici kostela byl zachráněn jeho portál, který v roce 1839 přenesl architekt Jean-Baptiste-Antoine Lassus (1807–1857) ke kostelu Saint-Séverin, kde dnes tvoří jeho západní portál. Jedná se o jedinou zachovanou část bývalého kostela.